# Mycetobia pallipes
Mycetobia pallipes är en tvåvingeart som beskrevs av Johann Wilhelm Meigen 1818. Enligt Catalogue of Life ingår Mycetobia pallipes i släktet Mycetobia och familjen fönstermyggor, men enligt Dyntaxa är tillhörigheten istället släktet Mycetobia och familjen savmyggor. Arten är reproducerande i Sverige. Inga underarter finns listade i Catalogue of Life.